# Liste der Monuments historiques in Le Bonhomme
Die Liste der Monuments historiques in Le Bonhomme führt die Monuments historiques in der französischen Gemeinde Le Bonhomme auf.

## Liste der Bauwerke
| Bezeichnung                   | Beschreibung | Standort                 | Kennzeichnung | Schutzstatus | Datum | Bild |
| ----------------------------- | --- | ------------------------ | ------------- | ------------ | ----- | ---- |
| Schlachtfeld am Tête des Faux | Gipfel des Tête des Faux und Roche du Corbeau mit Gräben und Unterständen des Ersten Weltkriegs sowie Bergstation der Seilbahn; auch auf dem Gebiet von Lapoutroie | südlich des Ortes (Lage) | PA00085353    | Classé       | 1932  |      |